# メアリー・テューダー (ダーウェントウォーター伯爵夫人)

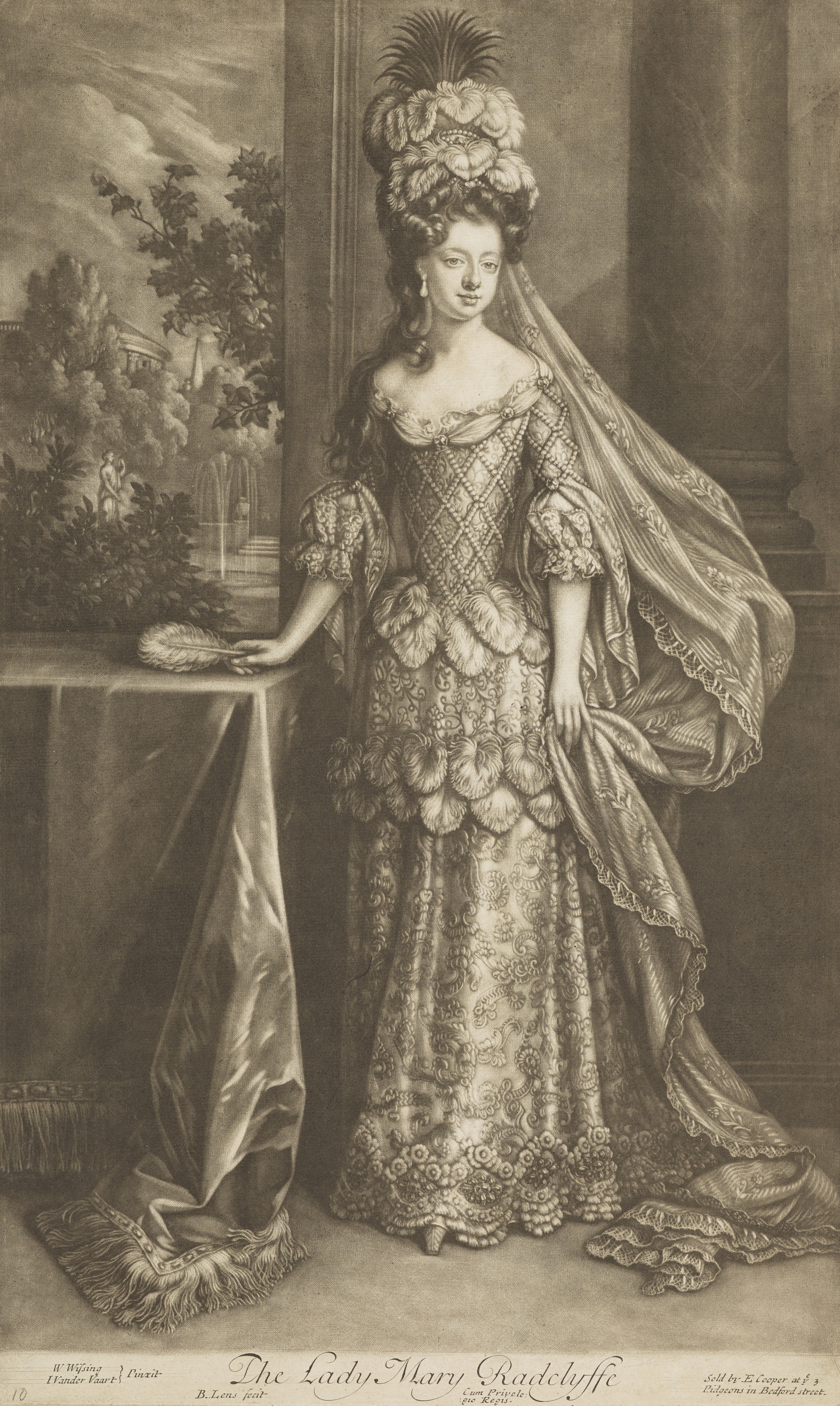
ダーウェントウォーター伯爵夫人メアリー、バーナード・レンズ2世による版画、1700年頃

レディ・メアリー・テューダーの紋章

レディ・メアリー・テューダー（英: Lady Mary Tudor, 1673年10月16日 - 1726年11月5日）は、イギリスの子役俳優。チャールズ2世王と女優・歌手モル・デイヴィスの間の非嫡出の娘。結婚後はダーウェントウォーター伯爵夫人レディ・メアリー・ラドクリフ（Lady Mary Radcliff, Countess of Derwentwater）と称した。

## 経歴
セント・ジェームズ・パークや王宮ホワイトホール宮殿に程近いセント・ジェームズ・スクエア南西部にあった母の邸で育ち、父王とのつながりのおかげで幼い頃からステュアート朝王政復古期の上流社交界に慣れ親しんだ。メアリーは母の方針もあって幼い頃から演技の仕事を始め、父王が苦心して再建した宮廷において上演された多くの舞台公演に子役として登場した。ジョン・ブロウ作の仮面劇形式オペラ『ヴィーナスとアドニス』においてクピドを演じ、わずか9歳で主役のヴィーナス役の母と一緒にローマ神話の神々が色欲や愛執にまみれる様子を歌った。
1680年12月10日付で父王に認知され、国王勅許状により、父王の先祖で前王朝であるテューダー朝に因む「テューダー（Tudor）」の姓を与えられ、宮中席次において伯爵令嬢と同じ席次で遇されると定められた。1683年9月、今度は王より年1500ポンド（2023年時点では28万4456ポンドに相当）の年金受給資格を与えられ、その5か月後の1684年2月21日には、宮中席次において公爵令嬢と同格に引き上げられた。
メアリーは1726年にパリにて53歳で没した。

## 家族
1687年8月18日、第2代ダーウェントウォーター伯爵エドワード・ラドクリフと結婚し、間に4人の子をもうけた。
- ジェームズ・ラドクリフ（1689年 - 1716年） - 第3代ダーウェントウォーター伯爵（英語版）
- フランシス・ラドクリフ（1691年 - 1715年）
- チャールズ・ラドクリフ（英語版）（1693年 - 1746年）- 第4代ダーウェントウォーター伯爵（名目上）
- メアリー・テューダー・ラドクリフ（1697年 - 1756年）

1700年2月6日、ダーウェントウォーター卿と公的に別居したが、原因は夫と同じカトリックへの改宗を嫌がったため、あるいは、メアリーの不貞が夫婦間に亀裂をもたらしたためとされる。
ダーウェントウォーター卿が1705年5月23日に死ぬと、そのわずか数日後に地主のヘンリー・グレアムと再婚する。グレアムが1707年1月7日に亡くなると、陸軍少佐ジェームズ・ルーク（James Rooke）と三度目の結婚をし、間に娘を1人もうけた。
- マーガレット・フランセス・ディズニー・ルーク（1708年頃 - 1766年） - ウィリアム・シェルドン（William Sheldon）と結婚・子供あり

## 引用・脚注
1. ↑  Walkling, Andrew R. (2016-08-25). Masque and Opera in England, 1656-1688. Taylor & Francis. ISBN 9781317099703
2. 1 2  Norkolk, George Fisher (of Swaffham) (1832) (英語). A Companion and Key to the History of England: Consisting of Copious Genealogical Details of the British Sovereigns ... with an Appendix, Exhibiting a Chronological Epitome of the Successive Holders of the Several Titles of the British, Saxon, and English Nobility ... with ... Their Armorial Bearings .... Simpkin and Marshall
3. ↑  “Moll Davis” (英語). The Wrong Side of the Blanket. 2020年7月1日閲覧。
4. 1 2  Urban, Sylvanus (1794). The Gentleman's Magazine: And Historical Chronicle For The Year MDCCXCIV (1794). LXIV (64). London (Church Yard, Ludgate-Street): Arkose Press. pp. 889
5. ↑  “Mary Tudor” (英語). The Wrong Side of the Blanket. 2020年7月1日閲覧。
6. ↑  Paul, James Balfour (1904). The Scots peerage; founded on Wood's edition of Sir Robert Douglas's peerage of Scotland; containing an historical and genealogical account of the nobility of that kingdom. 1. Allen County Public Library Genealogy Center. Edinburgh : D. Douglas. pp. 32
7. 1 2  Cokayne, George E. (George Edward) (1910). The complete peerage of England, Scotland, Ireland, Great Britain and the United Kingdom, extant, extinct, or dormant. 4. Allen County Public Library Genealogy Center. London : The St. Catherine press, ltd.. pp. 225
8. 1 2  Profile, thepeerage.com; accessed 25 July 2017.
9. ↑  Watkins, Sarah-Beth (2023-10-12). Charles II's Illegitimate Children: Royal Bastards. Pen and Sword History. pp. 137. ISBN 978-1-3990-0097-0